# Montreuillon
Montreuillon é uma comuna francesa na região administrativa de Borgonha-Franco-Condado, no departamento Nièvre. Estende-se por uma área de 34,11 km². Em 2010 a comuna tinha 267 habitantes (densidade: 7,8 hab./km²).